# 大分県立国東高等学校
大分県立国東高等学校（おおいたけんりつ くにさきこうとうがっこう）は、大分県国東市国東町鶴川1974番地にある県立高等学校。

## 概要
2008年4月に、旧大分県立国東高等学校、旧大分県立国東農工高等学校、旧大分県立双国高等学校を統合し、旧国東農工高校の校地に総合選択制高校として開校した。また、旧双国高校は分校の大分県立国東高等学校双国校となったが、その後、2022年に閉校した。本項では統合前の旧大分県立国東高等学校についても併せて説明する。

## 学科
全日制
- 普通科（進学コース）
- 普通科（ビジネスITコース）
- 園芸ビジネス科
- 環境土木科
- 電子工業科

## 沿革

### 旧国東高校
- 1922年
  - 4月12日 - 大分県立国東中学校開校
  - 4月25日 - 大分県東国東郡立高等女学校開校
- 1948年4月1日 - 大分県立国東中学校・大分県立国東高等女学校・大分県立国東農学校3校を合併し、大分県立国東高等学校として発足
- 2004年 - 夏の甲子園大分県大会で明豊高校に敗れ初の甲子園は玉砕。

### 新国東高校
- 2008年4月 - 開校

旧国東農工高校については大分県立国東農工高等学校#沿革、旧双国高校・双国校については大分県立国東高等学校双国校#沿革参照

## 旧国東高校の概要

### 学科
全日制
- 普通科

### 所在地
- 〒873-0502 大分県国東市国東町大字田深1422番地

### 跡地の利用
新国東高校が旧国東農工高校の校地に移転した後の旧国東高校の校地は、大分県から国東市に無償で譲渡され、2009年度に国東市の4中学校を統合して国東中学校として新設された。。

## 著名な出身者

### 旧国東高校
- 吉田豊彦（元東北楽天ゴールデンイーグルス投手、現高知ファイティングドッグス監督）
- 弓長起浩（元阪神タイガース投手）
- 吉武真太郎（元読売ジャイアンツ投手）
- 萱島大介（競輪選手、元阪神タイガース内野手）
- 木田守（柔道家）
- 安松春香（柔道家）
- 伊藤寿和（日本女子大学教授）
- 郷司正巳（写真家）
- 藤本熊雄（姫島村長）
- 藤本昭夫（姫島村長）